# Felipe Menezes
Felipe Jácomo Menezes (Goiânia, Brasil, 20 de enero de 1988), futbolista brasilero. Juega de volante y su actual equipo es el Sport Recife del Brasileirao de Brasil.

## Clubes
| Club         | País     | Año       |
| ------------ | -------- | --------- |
| Goiás EC     | Brasil   | 2007-2009 |
| SL Benfica   | Portugal | 2009-2011 |
| Botafogo     | Brasil   | 2011-2012 |
| Sport Recife | Brasil   | 2012-     |

## Palmarés

### Campeonatos nacionales
| Título                      | Club       | País     | Año  |
| --------------------------- | ---------- | -------- | ---- |
| Liga Sagres                 | SL Benfica | Portugal | 2010 |
| Copa de la Liga de Portugal | SL Benfica | Portugal | 2010 |